# Klaus Eichenberg
Klaus Eichenberg (* 2. August 1936 in Dessau; † 3. März 2024) war ein deutscher surrealistischer Zeichner und Maler.

## Leben
Eichenberg schloss 1962 sein Architekturstudium ab und arbeitete anschließend als Assistent am Lehrstuhl für Architektur der RWTH Aachen in der Fachabteilung für Architektur, Freihandzeichnen und Aquarellieren. 1970 promovierte er zum Dr. Ing. mit einer Dissertation zur Baugeschichte des 19. Jahrhunderts. Er wurde Mitglied im Westdeutschen Künstlerbund. 1973 erhielt er den Förderpreis der Stadt Aachen für Malerei. 1974 habilitierte er sich an der RWTH Aachen aufgrund einer von der Fakultät für Bauwesen anerkannten künstlerischen Leistung. 1975 wurde er dort Dozent und 1980 schließlich Professor für das Fach Zeichnen und Malen. Er blieb Zeit seines Amtes an der RWTH Aachen als Professor der Fakultät für Architektur tätig. Am 30. September 2001 emeritierte er. Seine Werke sind gekennzeichnet von surrealistischen Architekturbildnissen und Landschaften.

## Einzelausstellungen
- 1971: Clemens-Sels-Museum, Neuss
- 1972: Neue Galerie – Sammlung Ludwig, Aachen
- 1977: Suermondt-Ludwig-Museum, Aachen
- 1977: Kunstverein Pforzheim
- 1978: Leopold-Hoesch-Museum, Düren
- 1983: Leopold-Hoesch-Museum, Düren
- 2007: Konstellationen, Kunst aus Nordrhein-Westfalen, Reichsabtei Kornelimünster
- 2015:  Von der Konstruktion zur Malerei, Galerie Hanni Jantzen, Aachen

## Schüler
- Gertrud Muckel
- Herbert Aretz
- Götz von Bernuth